# Окумура Масанобу

"Сёки Дзу", Окумура Масанобу. Пример гравюры хасира-э

Окумура Масанобу (яп.: 奥村 政信; англ. Okumura Masanobu; 1686 – 1764) — японский художник и издатель. Также он создавал иллюстрации к новеллам и в ранние годы сам занимался писательской деятельностью. В начале карьеры в его работах было сильно заметно влияние школы Тории, но позже он отошёл от неё и создал свой уникальный стиль.

## Биография
О ранней жизни Окумуры Масанобу сведений практически не сохранилось. Вероятнее всего, он родился в 1686 году в Эдо (современный Токио).
Масанобу был художником-самоучкой и не принадлежал к каким-либо школам. Однако, в его ранних работах видно влияние школы укиё-э Тории, особенно Тории Киёнобу и Тории Киёмасу.
В альбоме, опубликованном Курихарой Тёэмоном в 1701 году содержится самая ранняя из найденных работ Масанобу. На ней изображены куртизанки в районе «Красных фонарей» Ёсивара в Токио. Окумура Масанобу в период с 1703 по 1711 гг. был иллюстратором как минимум 22 укиё-дзоси и либретто для кукольного театра бунраку. Среди них также были иллюстрации для нового издания «Повести о Гэндзи» в 18 томах.
После 1711 года Окумура переключает своё внимание на альбомы, в которые включал гравюры самых разных тематик, в основном комические. Эти гравюры были во многом вдохновлены работами тоба-э 12-го века, а также карикатурами Ханабуса Иттё (1652–1724), в которых были изображены забавные сцены или пародии на театры Кабуки, Но и японскую мифологию. Также в этот период он создал несколько портретов формата какэмоно, на которых были изображены куртизанки.
Однако, после реформ Кёхо в 1717 году, финансовое положение Масанобу ухудшилось, и он был вынужден перейти хособан — формат бумаги, который были меньше по размеру. В 1718 году он написал одни из первых картин жанра уруси-э, которые создавались при помощи лака.
Примерно в 1721 году Окумура Масанобу отказался от услуг издательства и открыл свою лавку в Эдо, и с того момента начал помещать на все свои работы новый товарный знак в виде тыквы-горлянки.
Вероятнее всего, Масанобу скончался в 1764 году, однако в некоторых источниках указано, что он умер в 1769 году.

## Стиль
Окумура Масанобу — мастер стиля уруси-э. Работы уруси-э обычно создаются на дереве и использованием толстых черных линий. В большинстве его работ люди изображены в движении: они либо идут, либо что-то делают. Также Масанобу получил признание за отображение красоты природы: он увлекался пейзажами и изображением животных.
Именно с работ Масанобу начали появляться многоцветные гравюры. Он стал основоположником двух- и трехцветных гравюр (бэни-э)
Ещё один стиль, основоположником которого стал Окумура Масанабу — уки-э. Он изучил техники, используемые в европейской живописи, и начал экспериментировать с линейной перспективой. Так и возникли первые работы жанра уки-э. При их создании использовались листы большого формата, а основной темой являлось изображение интерьера театров Кабуки.
Масанабу не прекращал экспериментировать с различными стилями. Считается, что именно он стал первым создавать гравюры хасира-э. Хасира-э — гравюры длинного и узкого формата, которые в основном применялись для украшения стобов внутри зданий.

## Галерея

Работы Окумура Масанобу
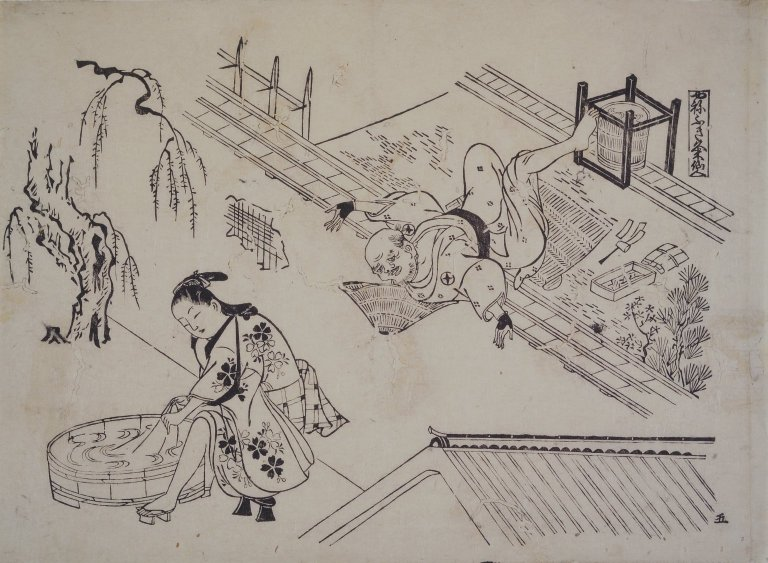
A Roofer's Precariousness
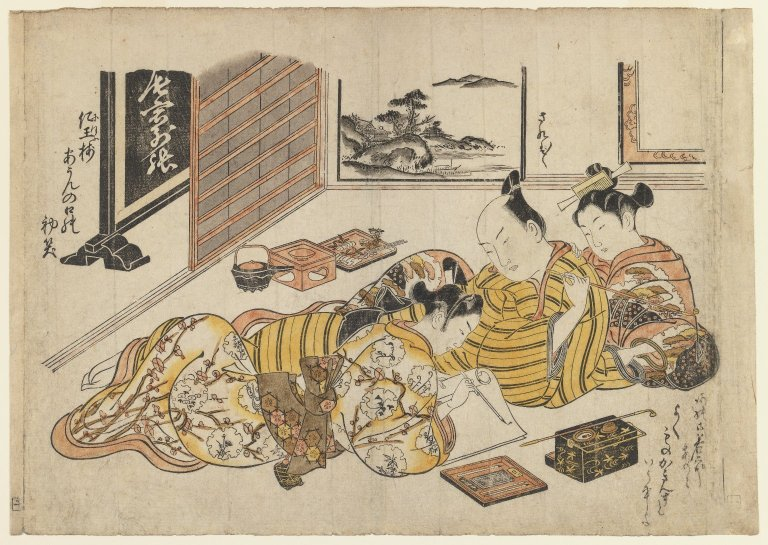
Дневное время в кварталах удовильствий
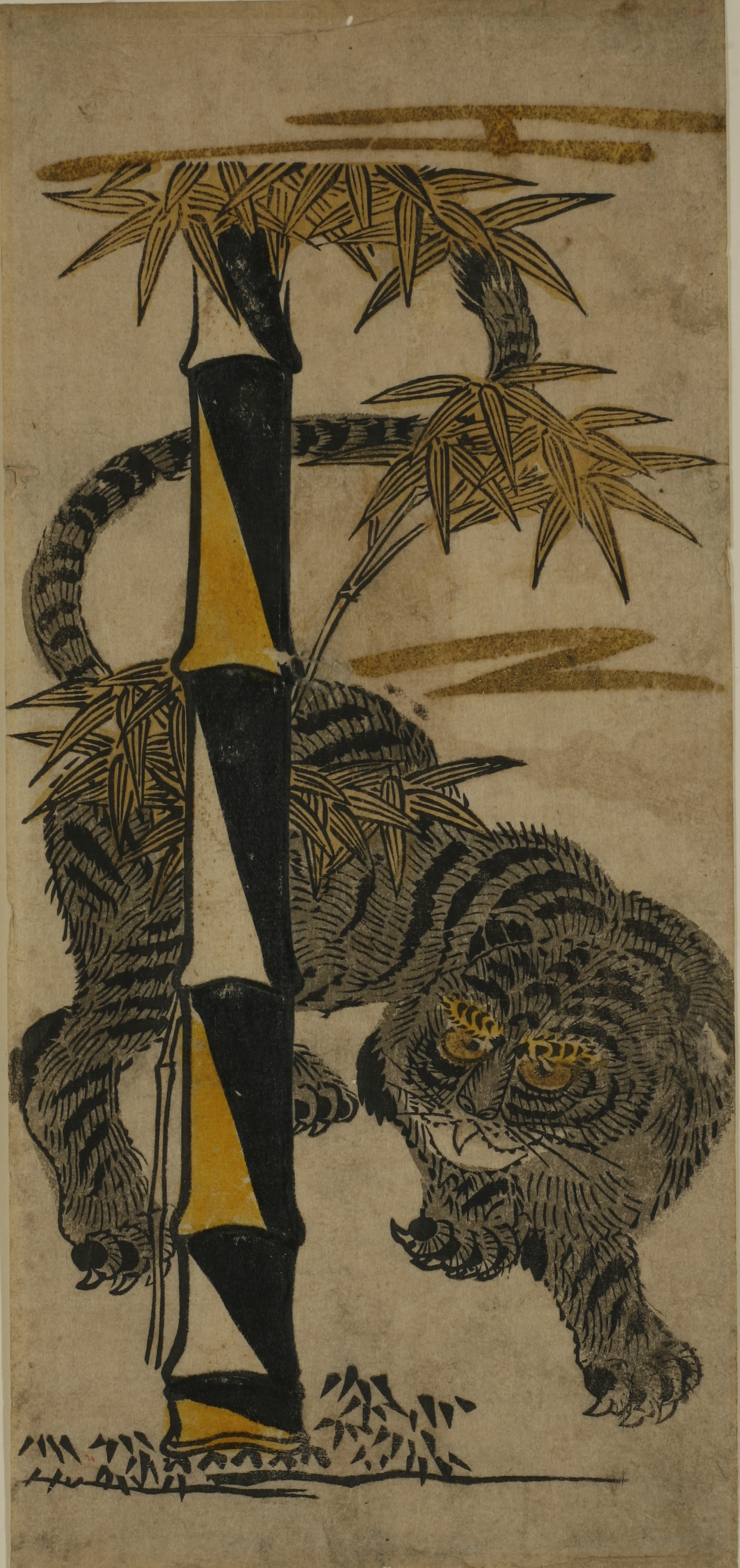
Тигр и бамбук ок. 1725

Уки-э
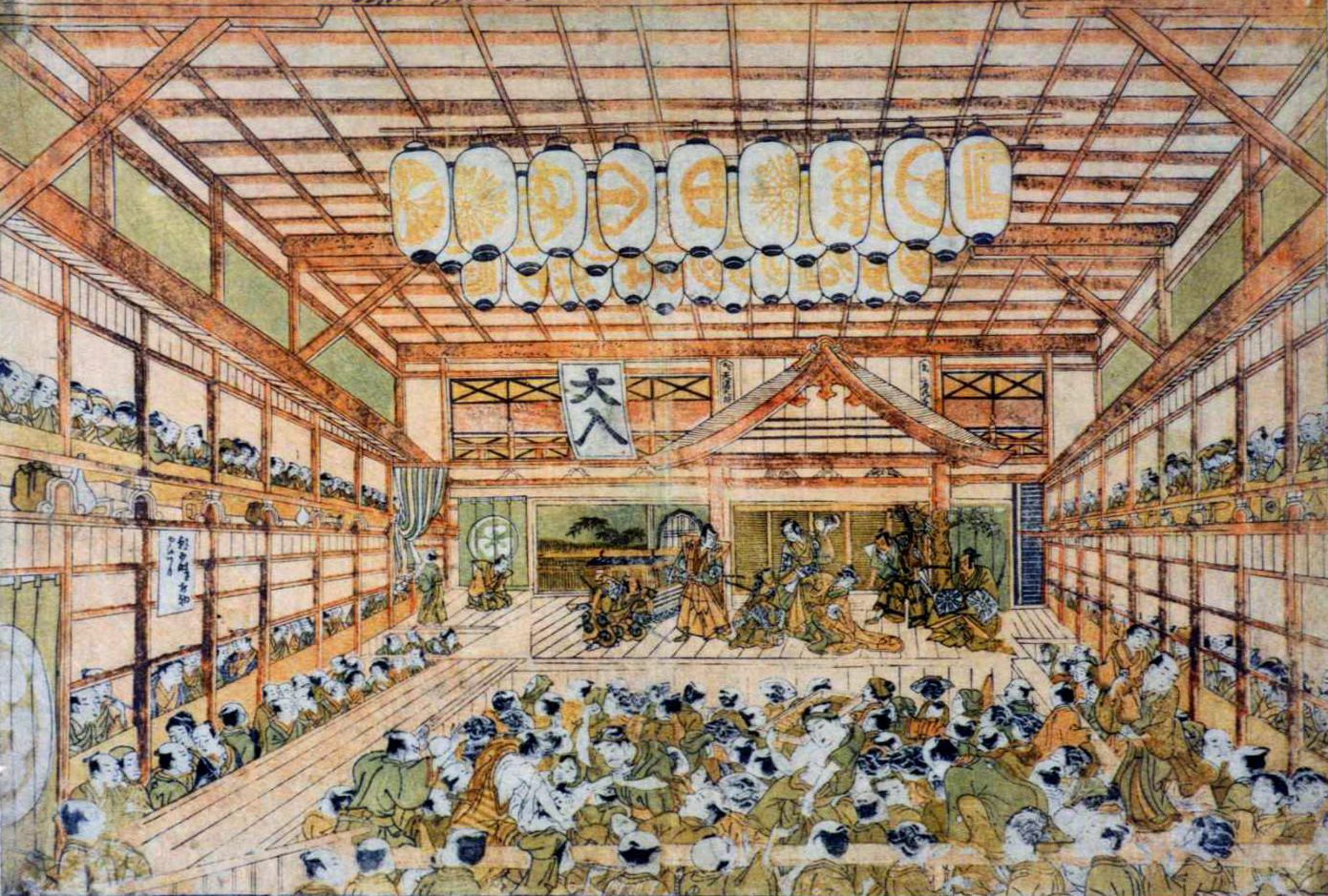
Морита-дза
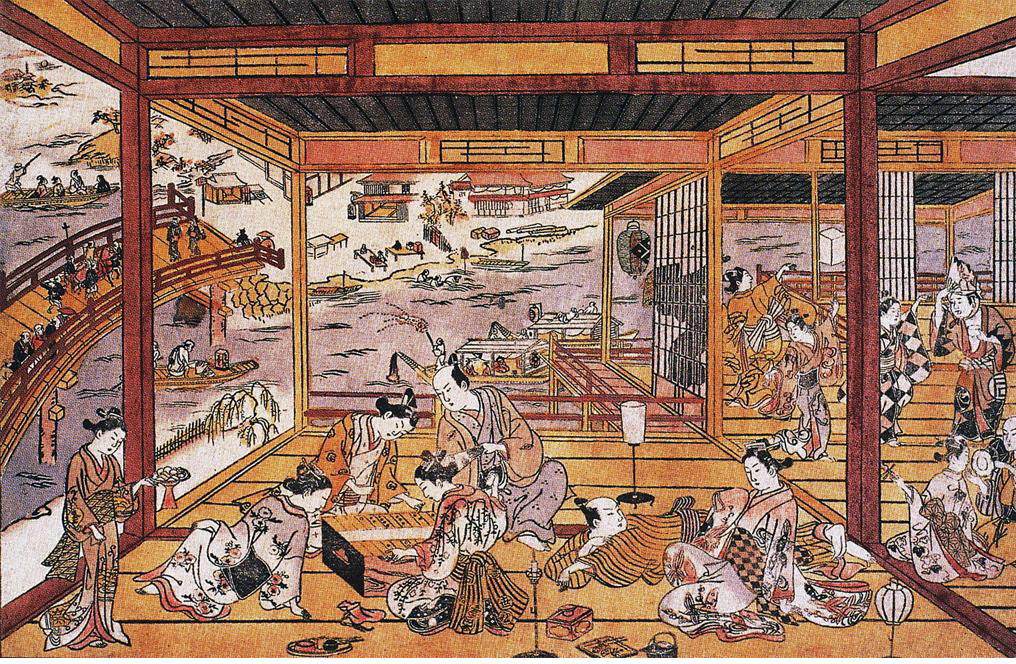
Taking the Evening Cool by Ryōgoku Bridge, 1745
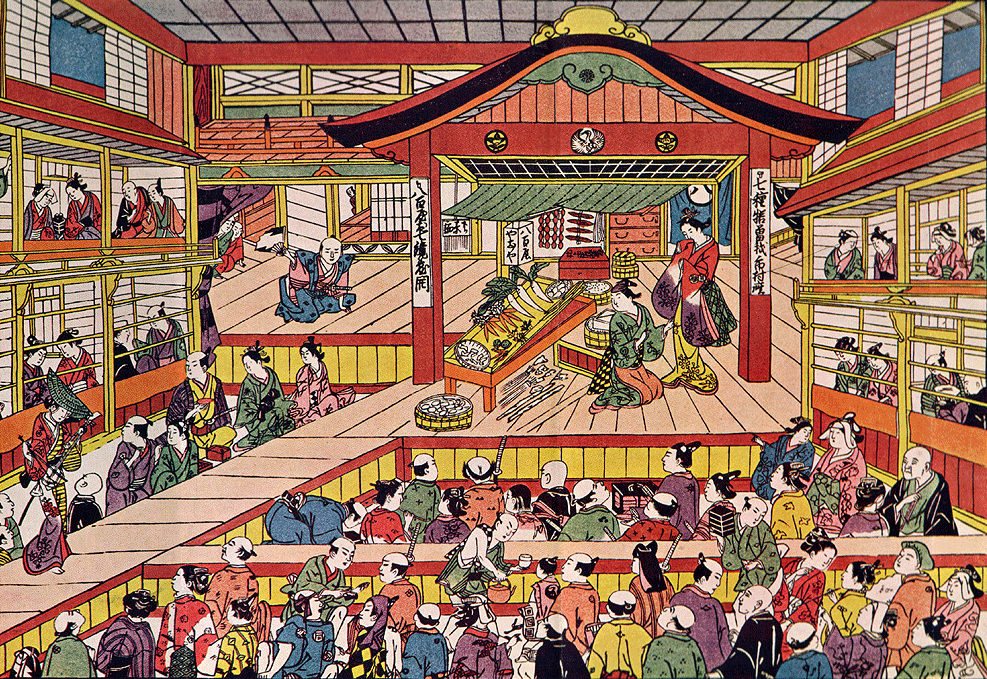
Сибаки уки-э, ок. 1741–44

Хасира-э
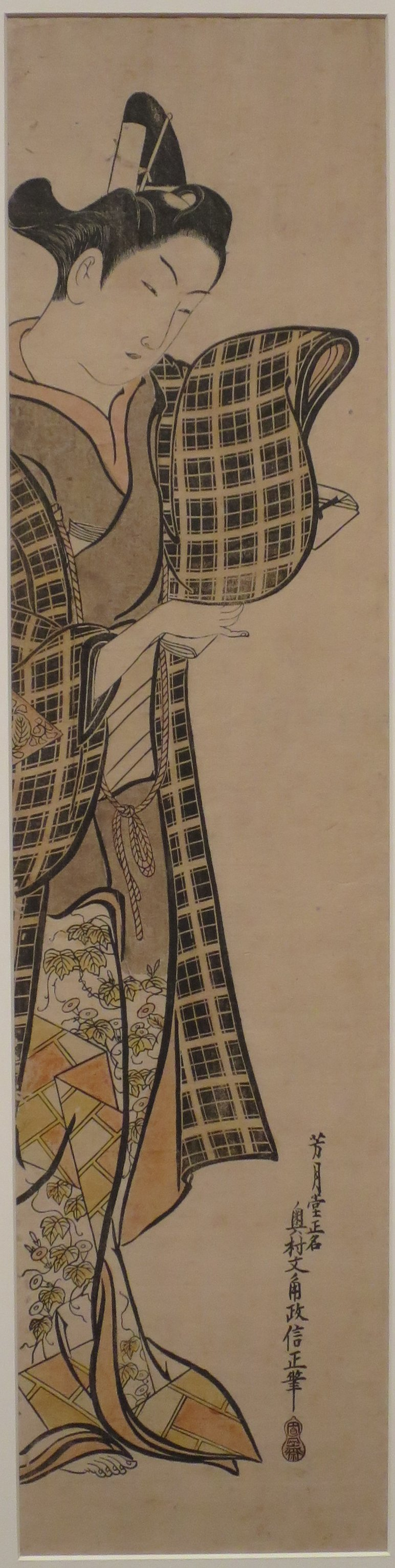
Оноэ Кикугоро I в роли Китиса
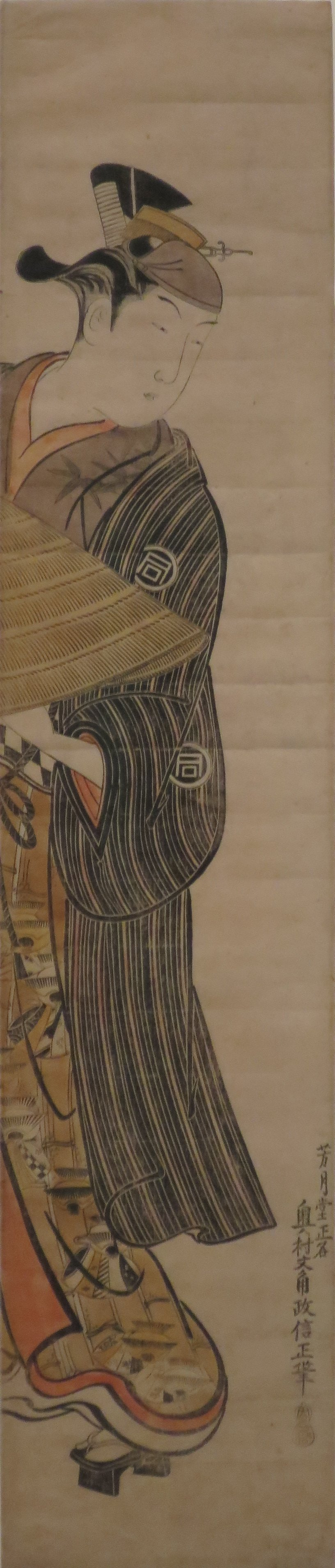
Актёр театра Кабуки Саногава Итиматсу I
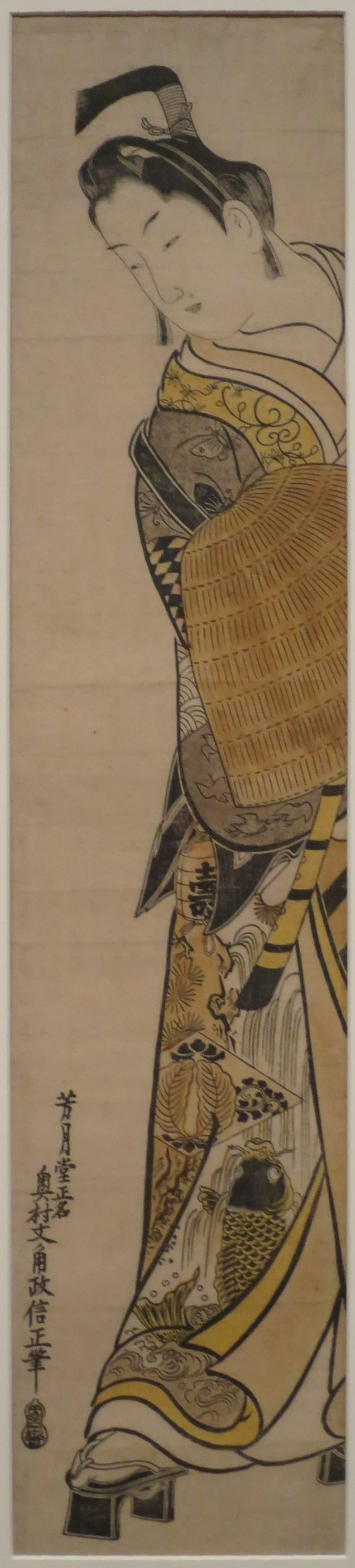
Оноэ Кикугоро I в роли Соги Горо

## Дальнейшее чтение
- Meech, J. & Oliver, J. 2008. Designed for pleasure : the world of Edo Japan in prints and paintings. New York : Asia Society and Japanese Art Society of America.
- Биография Окумуры Масанобу Архивная копия от 9 июня 2019 на Wayback Machine — Encyclopedia Britannica
- Работы Окумуры Масанобу Архивная копия от 9 июня 2019 на Wayback Machine — Museum of Fine Arts, Boston